# Geodia variospiculosa
Geodia variospiculosa är en svampdjursart som beskrevs av Thiele 1898. Geodia variospiculosa ingår i släktet Geodia och familjen Geodiidae.
Artens utbredningsområde är havet kring Japan.

## Underarter
Arten delas in i följande underarter:
- G. v. micraster
- G. v. clavigera
- G. v. aapta
- G. v. intermedia